# Lindsey Jacobellis
Lindsey Jacobellis (Danbury, 19 agosto 1985) è una snowboarder statunitense, che ha partecipato a cinque edizioni dei Giochi olimpici nello snowboard cross, vincendo una medaglia d'argento alle Olimpiadi di Torino 2006 e due d'oro a Pechino 2022, la prima nel singolo, la seconda nella gara a squadre mista. Ha inoltre vinto sei medaglie d'oro mondiali nella medesima specialità, nella quale è l'atleta più vincente della storia.

## Biografia

### Le cinque olimpiadi
Durante la finale di snowboard cross ai Giochi olimpici di Torino 2006, la Jacobellis, apprestandosi a concludere la gara con l'ampio vantaggio di 43 metri (equivalenti a tre secondi) sulla svizzera Tanja Frieden, eseguì un'acrobazia durante il penultimo salto, ma atterrò male e cadde. La svizzera riuscì a sorpassarla e a vincere la medaglia d'oro, mentre la Jacobellis, rialzatasi, ottenne l'argento. Alle interviste televisive la Jacobellis inizialmente dichiarò che l'acrobazia era stata compiuta per mantenere la stabilità, ma in seguito ammise che non era necessaria: "Mi stavo divertendo, lo snowboard è divertimento, e volevo condividere il mio entusiasmo col pubblico".
Alle Olimpiadi di Vancouver 2010 la Jacobellis in semifinale inforcò una porta del tracciato, cosa che la portò alla squalifica. Alle successive Olimpiadi di Soči 2014, mentre era in testa durante la semifinale, perse l'equilibrio e cadde, trovandosi così costretta al ritiro. A Pyeongchang 2018 arrivò quarta in finale, a soli due centesimi dal bronzo, mentre a Pechino 2022 riuscì finalmente a vincere l'oro  olimpico sfuggito 16 anni prima, aggiungendone un secondo sempre nella stessa edizione dei giochi in coppia con il connazionale Nick Baumgartner.

## Palmarès

### Olimpiadi
- 3 medaglie:
  - 2 ori (snowboard cross, snowboard cross a squadre a Pechino 2022)
  - 1 argento (snowboard cross a Torino 2006)

### Mondiali
- 8 medaglie:
  - 6 ori (snowboard cross a Whistler 2005; snowboard cross ad Arosa 2007; snowboard cross a La Molina 2011; snowboard cross a Kreischberg 2015; snowboard cross a Sierra Nevada 2017; snowboard cross a squadre a Park City 2019)
  - 2 bronzi (snowboard cross a squadre a Sierra Nevada 2017; snowboard cross a Bakuriani 2023)

### Winter X Games
- 11 medaglie:
  - 9 ori (snowboard cross ad Aspen 2003; snowboard cross ad Aspen 2004; snowboard cross ad Aspen 2005; snowboard cross ad Aspen 2008; snowboard cross ad Aspen 2009; snowboard cross ad Aspen 2010; snowboard cross ad Aspen 2011; snowboard cross ad Aspen 2014; snowboard cross ad Aspen 2015)
  - 1 argento (snowboard cross ad Aspen 2007)
  - 1 bronzo (slopestyle ad Aspen 2003)

### Mondiali juniores
- 2 medaglie:
  - 2 ori (snowboard cross a Rovaniemi 2002; halfpipe a Prato Nevoso 2003)

### Coppa del Mondo
- Miglior piazzamento in classifica generale: 2ª nel 2004, nel 2008 e nel 2009
- Vincitrice della Coppa del Mondo di snowboard cross nel 2007 e nel 2009
- Miglior piazzamento nella Coppa del Mondo di halfpipe: 9ª nel 2004
- 59 podi (54 nello snowboard cross e 5 nell'halfpipe):
  - 31 vittorie (30 nello snowboard cross e 1 nell'halfpipe)
  - 14 secondi posti (11 nello snowboard cross e 3 nell'halfpipe)
  - 14 terzi posti (13 nello snowboard cross e 1 nell'halfpipe)

#### Coppa del Mondo - vittorie
| Data              | Luogo           | Paese       | Disciplina |
| ----------------- | --------------- | ----------- | ---------- |
| 5 gennaio 2004    | Bad Gastein     | Austria     | SBX        |
| 26 febbraio 2004  | Jōetsu          | Giappone    | SBX        |
| 27 febbraio 2004  | Jōetsu          | Giappone    | SBX        |
| 28 febbraio 2004  | Jōetsu          | Giappone    | HP         |
| 6 marzo 2004      | Mount Bachelor  | Stati Uniti | SBX        |
| 17 settembre 2004 | Valle Nevado    | Cile        | SBX        |
| 6 marzo 2005      | Lake Placid     | Stati Uniti | SBX        |
| 17 settembre 2005 | Valle Nevado    | Cile        | SBX        |
| 8 marzo 2007      | Lake Placid     | Stati Uniti | SBX        |
| 11 marzo 2007     | Lake Placid     | Stati Uniti | SBX        |
| 26 settembre 2007 | Valle Nevado    | Cile        | SBX        |
| 18 gennaio 2008   | Bad Gastein     | Austria     | SBX        |
| 1º marzo 2008     | Lake Placid     | Stati Uniti | SBX        |
| 7 marzo 2008      | Stoneham        | Canada      | SBX        |
| 13 settembre 2008 | Chapelco        | Argentina   | SBX        |
| 11 gennaio 2009   | Bad Gastein     | Austria     | SBX        |
| 13 febbraio 2009  | Cypress         | Canada      | SBX        |
| 19 febbraio 2009  | Stoneham        | Canada      | SBX        |
| 13 marzo 2009     | La Molina       | Spagna      | SBX        |
| 10 gennaio 2010   | Bad Gastein     | Austria     | SBX        |
| 12 marzo 2010     | Valmalenco      | Italia      | SBX        |
| 17 febbraio 2011  | Stoneham        | Canada      | SBX        |
| 18 marzo 2011     | Valmalenco      | Italia      | SBX        |
| 16 dicembre 2011  | Telluride       | Stati Uniti | SBX        |
| 19 gennaio 2012   | Veysonnaz       | Svizzera    | SBX        |
| 21 gennaio 2012   | Veysonnaz       | Svizzera    | SBX        |
| 21 dicembre 2013  | Lake Louise     | Canada      | SBX        |
| 10 settembre 2017 | Cerro Catedral  | Argentina   | SBX        |
| 13 dicembre 2017  | Val Thorens     | Francia     | SBX        |
| 21 dicembre 2018  | Breuil-Cervinia | Italia      | SBX        |
| 9 febbraio 2019   | Feldberg        | Germania    | SBX        |

Legenda:

SBX = Snowboard cross

HP = Halfpipe